# Górniak brunatny
Górniak brunatny (Aepeomys reigi) – gatunek ssaka z podrodziny bawełniaków (Sigmodontinae) w obrębie rodziny chomikowatych (Cricetidae), występujący w północnej Ameryce Południowej.

## Zasięg występowania
Górniak brunatny występuje w Andach zachodniej Wenezueli w stanach Trujillo i Lara.

## Taksonomia
Gatunek po raz pierwszy zgodnie z zasadami nazewnictwa binominalnego opisał w 2001 roku wenezuelsko-peruwiański zespół zoologów nadając mu nazwę Aepeomys reigi. Holotyp pochodził z El Blanquito, na wysokości 1600 m, w Parque Nacional Yacambú, w stanie Lara, w Wenezueli. 
Autorzy Illustrated Checklist of the Mammals of the World uznają ten takson za gatunek monotypowy.

### Etymologia
- Aepeomys: gr. αιπος aipos, αιπεος aipeos „wysokość, szczyt”; μυς mus, μυος muos „mysz”[7].
- reigi: dr Osvaldo A. Reig (1929–1992), argentyński paleontolog[8].

## Morfologia
Jest to mały gryzoń: długość ciała (bez ogona) 104–125 mm, długość ogona 116–142 mm, długość ucha 18–20 mm, długość tylnej stopy 25–30 mm; brak danych dotyczących masy ciała. Jest nieco większy niż pokrewny górniak oliwkowy. Ma gęste, miękkie futro, dłuższe u osobników schwytanych na większej wysokości. Grzbiet jest szarobrązowy, ciemny do rudawego; bliższe ciała trzy czwarte długości włosa są szare, a końcówki bywają złociste, co daje efekt podobny do umiarkowanego lub intensywnego przyprószenia siwizną. Spód ciała jest bledszy od wierzchu. Uszy są duże, owłosione z obu stron, od wewnątrz pokryte krótką żółtawą sierścią, kontrastującą z grzbietem. Dłonie są kremowe, bledsze niż stopy. Ogon jest podobnej długości co reszta ciała, jednolicie ciemnobrązowy. Kariotyp zwierzęcia obejmuje 22 pary chromosomów (2n=44), co wyraźnie odróżnia ten gatunek od górniaka oliwkowego (Aepeomys lugens), który ma 14 par chromosomów.

## Ekologia
Górniak brunatny jest spotykany od wysokości 1600 do 3230 m n.p.m. Żyje w lasach mglistych i na paramo powyżej górnej granicy lasu. Prowadzi nocny, naziemny tryb życia. Jest prawdopodobnie wszystkożerny, choć preferuje owady.

## Populacja
Górniak brunatny jest lokalnie liczny, choć jego zasięg jest niewielki i liczebność spada. Występuje w dwóch parkach narodowych, ale już w ich sąsiedztwie traci sprzyjające środowisko. Międzynarodowa Unia Ochrony Przyrody uznaje go za gatunek narażony na wyginięcie.